# Ringo Starr and His All-Starr Band
Albums de Ringo Starr
Starr Struck
(1989) Time Takes Time
(1992)
Ringo Starr and His All-Starr Band est le premier album live de Ringo Starr et son All-Starr Band. Le principe de ce groupe particulier est d'avoir sur scène des musiciens réputés issus de divers horizons, pour y jouer des titres qui ne sont pas issus de la carrière de Ringo, autant avec les Beatles qu'en solo. On retrouve sur cet album par exemple Billy Preston, pianiste et organiste qui joua à l'occasion avec les Beatles et qui interprète ici une chanson de son répertoire, Will It Go Round in Circles.

## Le All-Starr Band
Les musiciens qui ont accompagné Ringo pour l'occasion sont :
- Billy Preston, aux claviers et au chant.
- Rick Danko (basse, guitare, chant) et Levon Helm (batterie, harmonica et chant) du groupe The Band, qui a accompagné Bob Dylan
- Joe Walsh, qui a joué avec The James Gang et plus tard avec les Eagles, à la guitare, au talk-box, au piano et au chant
- Nils Lofgren, du E-Street Band de Bruce Springsteen, à la guitare, à l'accordéon et au chant
- Le saxophoniste Clarence Clemons, également du E-Street Band, au saxophone, percussions, tambourin et chant.
- Le pianiste Dr John, piano, basse et chant
- Le batteur Jim Keltner, musicien de studio qui a enregistré avec John Lennon, George Harrison et Ringo Starr, ainsi que le Plastic Ono Band de Yoko Ono.

Sur les titres où Ringo Starr joue de la batterie, le groupe ne compte pas moins de trois batteurs jouant ensemble (Ringo, Levon Helm et Jim Keltner)

## Liste des chansons
1. It Don't Come Easy (Richard Starkey) – 3:17
2. The No-No Song (Hoyt Axton/David Jackson) – 3:28
3. Iko Iko (Rosa Lee Hawkins/Barbara Ann Hawkins/Joan Marie Johnson/James Crawford) – 6:10 - Chanté par Dr John
4. The Weight (Robbie Robertson) – 5:57 - Levon Helm & Rick Danko
5. Shine Silently - (Nils Lofgren/Dick Wagner) – 6:45 - Nils Lofgren
6. Honey Don't (Carl Perkins) – 2:44
7. You're Sixteen (Bob Sherman/Dick Sherman) – 2:59
8. Quarter To Three (Frank Guida/Eugene Barge/Joseph Royster/Gary Anderson) – 3:52 - Clarence Clemons
9. Raining in My Heart (Buddy Holly) – 5:22 - Rick Danko
10. Will It Go Round in Circles (Billy Preston) – 4:20 - Billy Preston
11. Life in the Fast Lane (Joe Walsh/Glenn Frey/Don Henley) – 6:40 - Joe Walsh
12. Photograph (Richard Starkey/George Harrison) – 4:20
Pistes bonus de la réédition CD, enregistrées les 3 et 4 septembre 1989
13. It Don't Come Easy (Richard Starkey) – 3:0?
14. The Weight (Robbie Robertson) – 5:45 - Rick Danko
15. Rocky Mountain Way (Rocke Grace/Kenny Pasarelli/Joe Vitale/Joe Walsh) – 7:14 - Joe Walsh
16. Act Naturally (Russell/Morrison) – 2:45

Autres titres apparaissant sur le vidéo
- 17 Yellow Submarine (Lennon/McCartney)
- 18 Act Naturally (Russell/Morrison)